# Capilla Protestante
La Capilla Protestante (en portugués: Capela Protestante), conocida localmente en cantonés como Capilla de Morrison (en chino tradicional, 馬禮遜教堂; jyutping, maa⁵ lai⁵ seon³ gaau³ tong²; literalmente, ‘Iglesia de Morrison’; en inglés: Morrison Chapel), es un templo anglicano situado en la Plaza de Luís de Camões, parroquia de Santo António, Macao. Originalmente fundada a principios del siglo XIX para atender las necesidades espirituales de los empleados de la Compañía Británica de las Indias Orientales, la capilla ahora sirve a los fieles con una variedad de orígenes y tradiciones denominacionales en el área misionera anglicana de Macao. La actual capilla fue construida en 1922.

## Historia y descripción
La capilla, ubicada en la Plaza de Luís de Camões, justo al lado de la Fundação Oriente, es parte del Cementerio Protestante. El sitio comenzó agrupando las tumbas de la Compañía Británica de las Indias Orientales y solo más tarde, en 1821, se convirtió en un verdadero cementerio, a petición de Robert Morrison (1782–1834), el primer misionero protestante en operar en China, que pretendía enterrar allí los restos de su mujer. Más tarde, los restos del propio Morrison y su hijo, quienes murieron por enfermedad, serían enterrados al lado.
El pequeño edificio de piedra es a menudo llamado «Capilla de Morrison», en honor a Robert Morrison, el misionero que tradujo la Biblia al chino. La vidriera tiene la imagen de una Biblia abierta con los caracteres chinos del verso «En el principio era el Verbo». A cada lado del altar hay placas dedicadas a James B. Endicott, un comerciante estadounidense enterrado en Hong Kong, y Henry Davies Margesson, que se ahogó en Yokohama cuando regresó a Inglaterra después de 23 años en China.